# Antoni Bieniaszewski

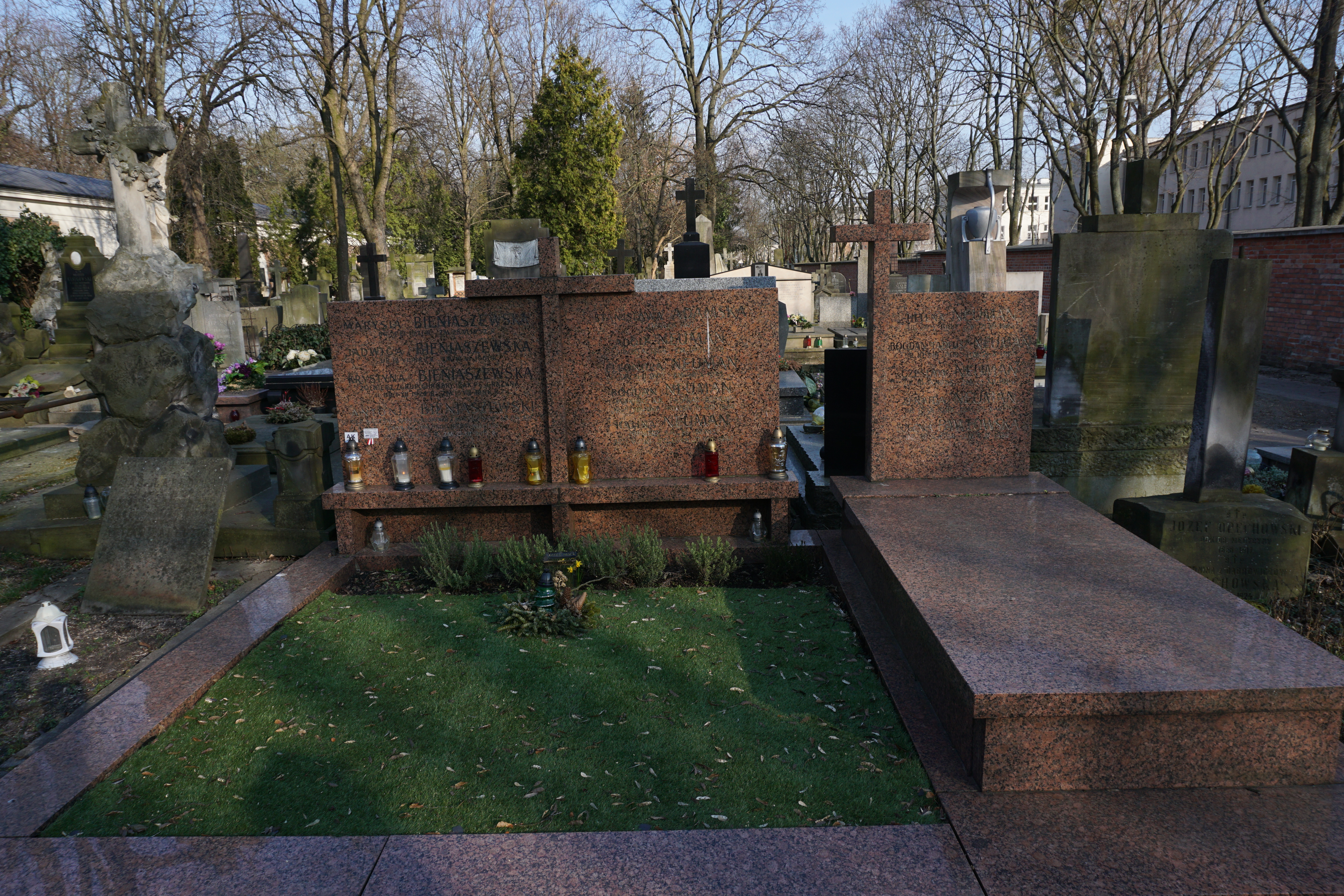
Grób Antoniego Bieniaszewskiego na cmentarzu Powązkowskim

Antoni Stanisław Bieniaszewski (ur. 23 grudnia 1919 w Kemerowie koło Tomska na Syberii, zm. 15 grudnia 2015 w Warszawie) – podpułkownik Wojska Polskiego w stanie spoczynku, uczestnik powstania warszawskiego, podczas którego był dowódcą III plutonu VIII kompanii batalionu „Kiliński” walczącego w Śródmieściu. Przewodniczący środowiska byłych żołnierzy batalionu „Kiliński”, kawaler Orderu Virtuti Militari

## Życiorys
Urodził się w rodzinie Stanisława i Jadwigi z domu Neuman. Po I wojnie światowej w 1921, Antoni z rodziną repatriował się do Polski. W 1938 jako absolwent I Państwowego Gimnazjum i Liceum im. Stefana Batorego w Warszawie otrzymał świadectwo maturalne. Po maturze wstąpił jako ochotnik do Szkoły Podchorążych Rezerwy artylerii Przeciwlotniczej stacjonującej w Trauguttowie koło Brześcia nad Bugiem, a którą ukończył w maju 1939. Po ukończeniu szkoły w stopniu plutonowego podchorążego rezerwy otrzymał skierowanie do 1 pułku artylerii przeciwlotniczej w Warszawie celem odbycia praktyki, który we wrześniu 1939 był jego pułkiem macierzystym. Będąc w artylerii przeciwlotniczej, uczestniczył w obronie Warszawy podczas wojny obronnej Polski w 1939 roku. Od stycznia 1940 działał w konspiracji; był dowódcą 3 plutonu 8 kompanii w Kedywie. W powstaniu dowodził plutonem walczącym w rejonie Alei Jerozolimskich.
Pochowany na cmentarzu Powązkowskim w Warszawie (kwatera 174-2-34).

## Ordery i odznaczenia
- Virtuti Militari[5]
- Krzyż Komandorski Orderu Odrodzenia Polski – 2006[6]